# Hüchel
Hüchel ist ein Ortsteil der Stadt Hennef (Sieg) im Rhein-Sieg-Kreis in Nordrhein-Westfalen. 

## Lage
Der Ort liegt in einer Höhe von 200 Metern über N.N. auf den Hängen des Westerwaldes, aber noch im Naturpark Bergisches Land. Im Osten liegt Uckerath, im Süden Büllesbach, im Südwesten Zumhof, im Westen Derenbach im Nordwesten Lichtenberg.

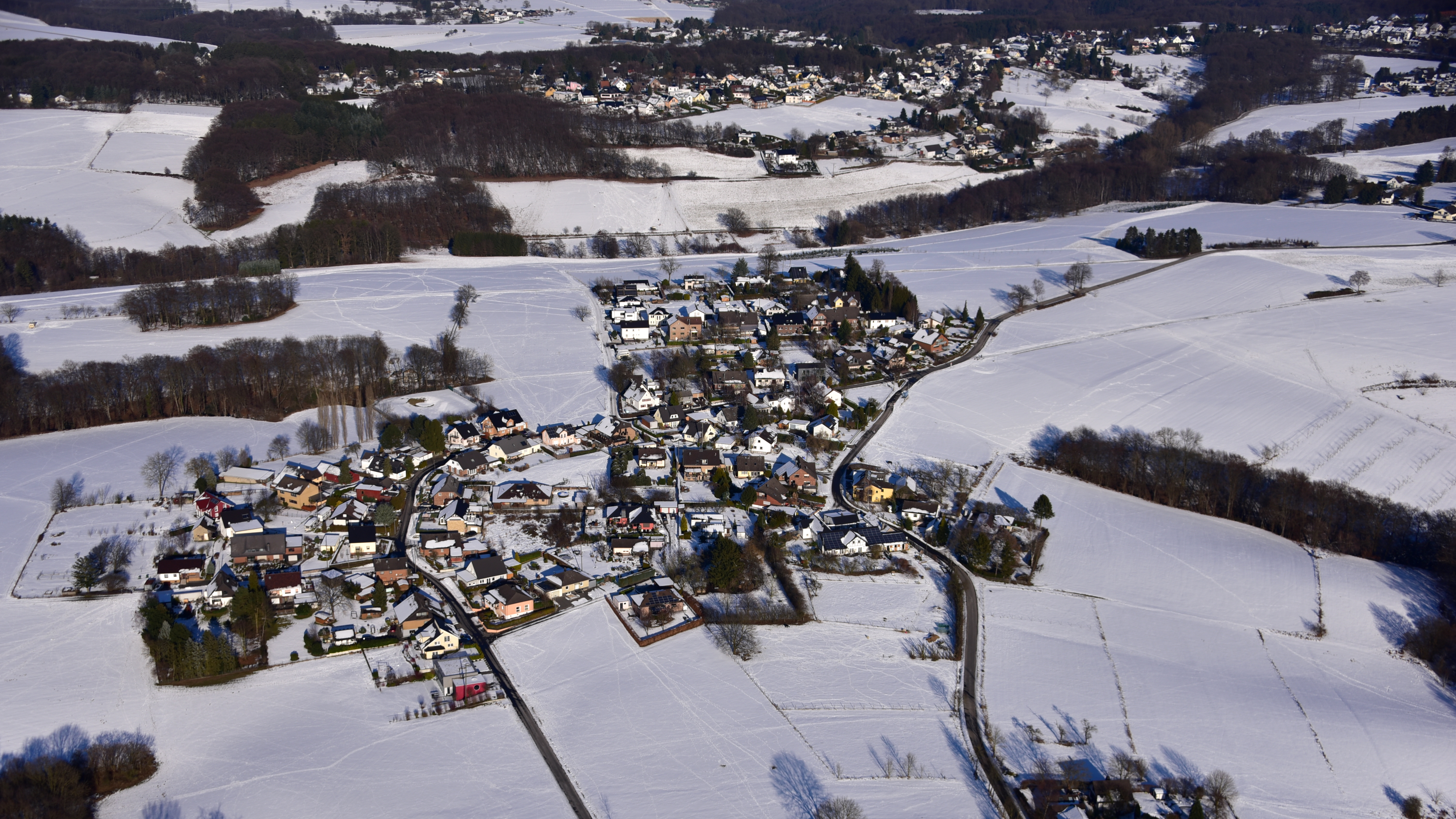
Hüchel, Luftaufnahme (2017)

## Geschichte
1910 gab es in Hüchel die Haushalte Händler Peter Adscheid, Ackerer Heinrich Bergmann, Ackerin Witwe Arnold Büllesbach, die Ackerer Heinrich und Michael Ittenbach, Straßenarbeiter Wilhelm Ittenbach, Witwe Wilhelm Ittenbach ohne Gewerbe, Straßenarbeiter Karl Katterbach, Ackerer Peter Josef Knipp, Straßenarbeiter Michael Kümpel, Steinbrucharbeiter Heinrich Metternich, Tagelöhner Heinrich Metternich und Ackerin Witwe Heinrich Metternich, Ackerer Karl Morsbach, Steinbrucharbeiter Matthias Morsbach, Tagelöhner Michael Morsbach, Ackerer Heinrich Müller, Rottenarbeiter Hubert Müller, Straßenarbeiter Bernhard Schild, Straßenarbeiter Adolf Schmitz, Händler Franz Josef Schumacher, Ackerer Michael Stöcker und Straßenarbeiter Wilhelm Weber.
Bis zum 1. August 1969 gehörte Hüchel zur Gemeinde Uckerath. Im Rahmen der kommunalen Neugliederung des Raumes Bonn wurde Uckerath, damit auch der Ort Hüchel, der damals neuen amtsfreien Gemeinde „Hennef (Sieg)“ zugeordnet.